# Phyllachora reticulata
Phyllachora reticulata är en svampart som beskrevs av P.F. Cannon & H.C. Evans 1999. Phyllachora reticulata ingår i släktet Phyllachora och familjen Phyllachoraceae.   Inga underarter finns listade i Catalogue of Life.